# David Baker (Biochemiker)

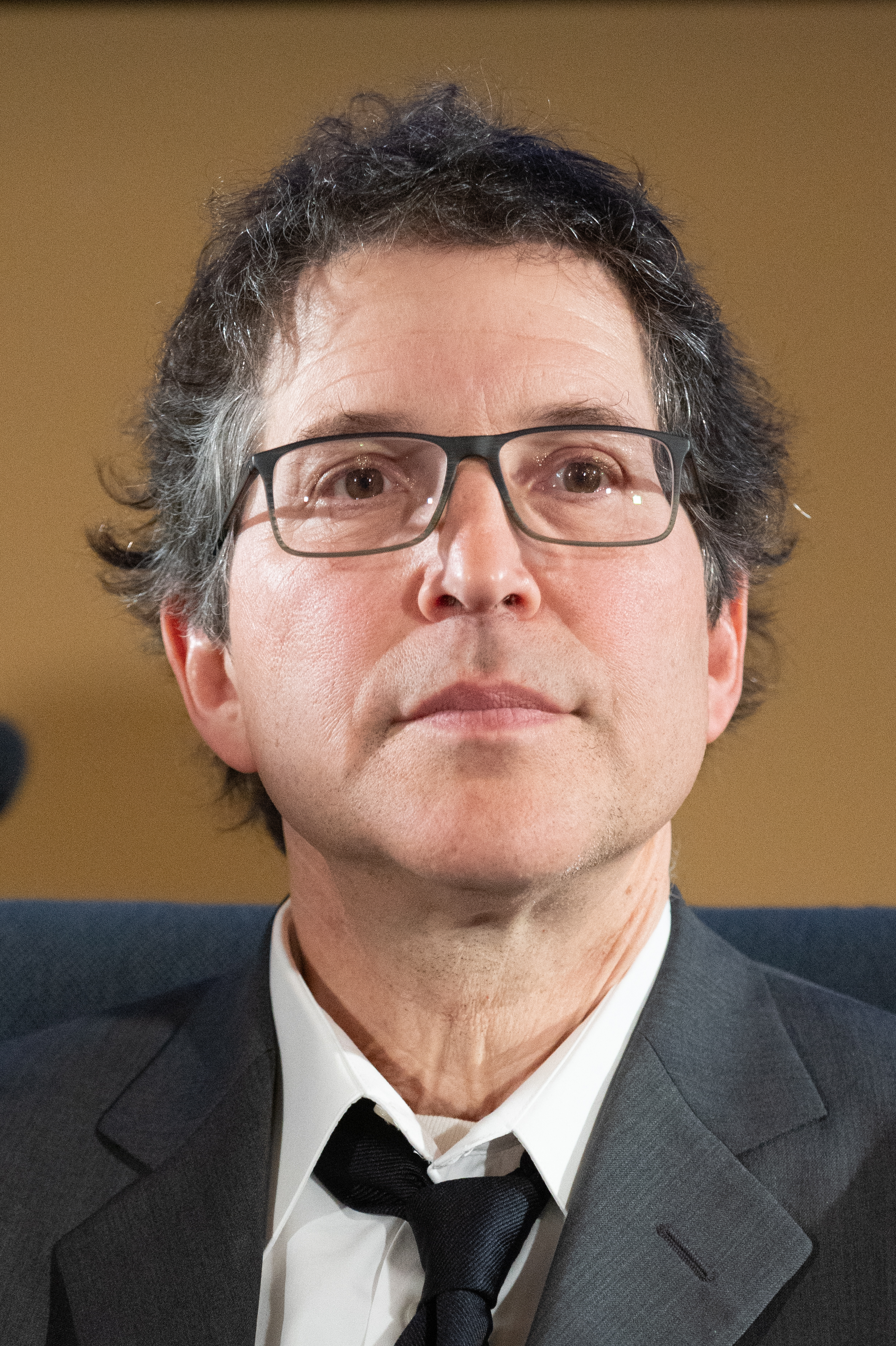
David Baker, 2024

David Baker (* 6. Oktober 1962 in Seattle) ist ein US-amerikanischer Biochemiker, der Professor für Biochemie an der University of Washington ist. Im Jahr 2024 wurde ihm der Nobelpreis für Chemie zuerkannt.

## Leben
Baker studierte an der Harvard University und wurde 1989 an der University of California, Berkeley bei Randy Schekman promoviert (über Proteintransport in Hefezellen). 1990 bis 1993 war er als Post-Doktorand bei David Agard an der University of California, San Francisco.
Er ist bekannt für Arbeiten zur Proteinfaltung, insbesondere ab initio Proteinstruktur-Vorhersagen mit dem Rosetta-Algorithmus, für die er das Rosetta@home-Projekt startete (ebenso wie das Foldit-Projekt, einem Online-Wettbewerb um bestmögliche Struktur-Ableitung von Proteinen), um die dazu nötigen aufwändigen Rechnungen mit verteiltem Rechnen auszuführen. Sein Labor nimmt regelmäßig an CASP teil. Baker ist am Howard Hughes Medical Institute tätig.
Seine Ehefrau Hannele Ruohola-Baker ist ebenfalls Biochemie-Professorin an der University of Washington.

## Auszeichnungen
- 1994 Young Investigator Award der National Science Foundation
- 2004 Newcomb Cleveland Prize der AAAS
- 2004 Feynman Prize in Nanotechnology
- 2008 Sackler-Preis
- 2012 Biochemical Society Centenary Award
- 2021 Breakthrough Prize in Life Sciences
- 2021 Wiley Prize in Biomedical Sciences
- 2022 BBVA Foundation Frontiers of Knowledge Award[1]
- 2024 Nobelpreis für Chemie für seine Forschungen auf dem Gebiet des computergestützten Proteindesigns[2]

## Mitgliedschaften
- 2006 National Academy of Sciences
- 2009 American Academy of Arts and Sciences